# مقاطعة رفانسر
مقاطعة رفانسر (بالفارسية: شهرستان روانسر) هي إحدى مقاطعات محافظة كرمانشاه في إيران. كان عدد سكان المقاطعة سنة 2006 حوالي 44,983 نسمة.